# Otyń (gmina)
Pour les articles homonymes, voir Otyń.
Otyń est une gmina rurale (gmina wiejska) de la powiat de Nowa Sól, dans la Voïvodie de Lubusz, dans l'ouest de la Pologne.
Son siège administratif (chef-lieu) est le village de Otyń, et qui se situe environ 6 kilomètres au nord de Nowa Sól (siège de la powiat) et 18 kilomètres au sud-est de Zielona Góra (siège de la diétine régionale).
La gmina couvre une superficie de 91,64 kilomètres carrés pour une population de 6 803 habitants en 2010.

## Histoire
De 1975 à 1998, la gmina est attachée administrativement à la voïvodie de Zielona Góra.

Depuis 1999, elle fait partie de la voïvodie de Lubusz.

## Géographie
La gmina inclut les villages et localités de :

Plan de la gmina

- Bobrowniki
- Czasław
- Konradowo
- Ługi
- Modrzyca
- Niedoradz
- Otyń
- Zakęcie

### Gminy voisines
La gmina d'Otyń est voisine de:

la ville de:
- Nowa Sól

et des gminy suivantes :
- Bojadła
- Kożuchów
- Nowa Sól
- Zabór
- Zielona Góra.

## Structure du terrain
D'après les données de 2002, la superficie de la commune d'Otyń est de 91,64 kilomètres carrés, répartis comme telle :
- terres agricoles : 45 %
- forêts : 44 %

La commune représente 11,89 % de la superficie du powiat.

## Démographie
Données du 31 décembre 2010:
| Description        | Total  | Total | Femmes | Femmes | Hommes | Hommes |
| ------------------ | ------ | ----- | ------ | ------ | ------ | ------ |
| Unité              | Nombre | %     | Nombre | %      | Nombre | %      |
| Population         | 6 803  | 100   | 3 368  | 49,5   | 3 435  | 50,5   |
| Densité (hab./km²) | 65,9   | 65,9  | 32,6   | 32,6   | 33,3   | 33,3   |